# Borgo di Ostia antica
Il Borgo di Ostia antica è un borgo, del moderno centro abitato di Ostia Antica frazione di Roma Capitale, e un sito, gestito dal parco archeologico di Ostia antica.

## Storia
Il Borgo nasce in conseguenza della decadenza dell'antica città romana di Ostia. Nell'846  a seguito del saccheggio perpetrato dai Saraceni la prima colonia romana fu definitivamente abbandonata a favore della nuova città di Gregoriopoli, costruita in corrispondenza di un'ampia ansa del Tevere per volere di papa Gregorio IV (827-844),, in maniera molto contenuta al fine di dare rifugio ai pochi lavoratori rimasti in zona.
Agli inizia del XV secolo Papa Martino V (1417-1431) fece costruire una torre a difesa del Tevere, a dimostrazione della ritrovata importanza del sito per il controllo dei traffici commerciali, cui erano legate le tasse doganali, che comunque restava poco popolato a causa della malaria, e tra il 1461 e il 1483 fu ripristinato l'intero circuito murario.
La costruzione del castello vero e proprio iniziò nel 1483 per volere del cardinale Giuliano della Rovere, futuro papa Giulio II, al fine di rafforzare la protezione costiera di Roma e assicurare al contempo il rifornimento alimentare.

### Annotazioni
1. ↑  I saraceni si spinsero poi fino a Roma, saccheggiando le basiliche di San Pietro e San Paolo.
2. ↑  Il castellano del borgo redigeva la bolletta della tassa doganale, che poi veniva pagata all'attracco al porto di Ripa GrandePannuzi, pp. 1631-1634

### Riferimenti
1. ↑   Castello di Giulio II e Borgo di Ostia antica, su ostiaantica.beniculturali.it. URL consultato il 25 ottobre 2024.
2. 1 2   Il borgo di Ostia Antica, su santaurea.org. URL consultato il 25 ottobre 2024.
3. ↑   Giovanni VIII Papa, su santiebeati.it. URL consultato il 25 ottobre 2024.
4. ↑   Giulio II, papa, su treccani.it. URL consultato il 25 ottobre 2024.